# Gävleborgs sparbank

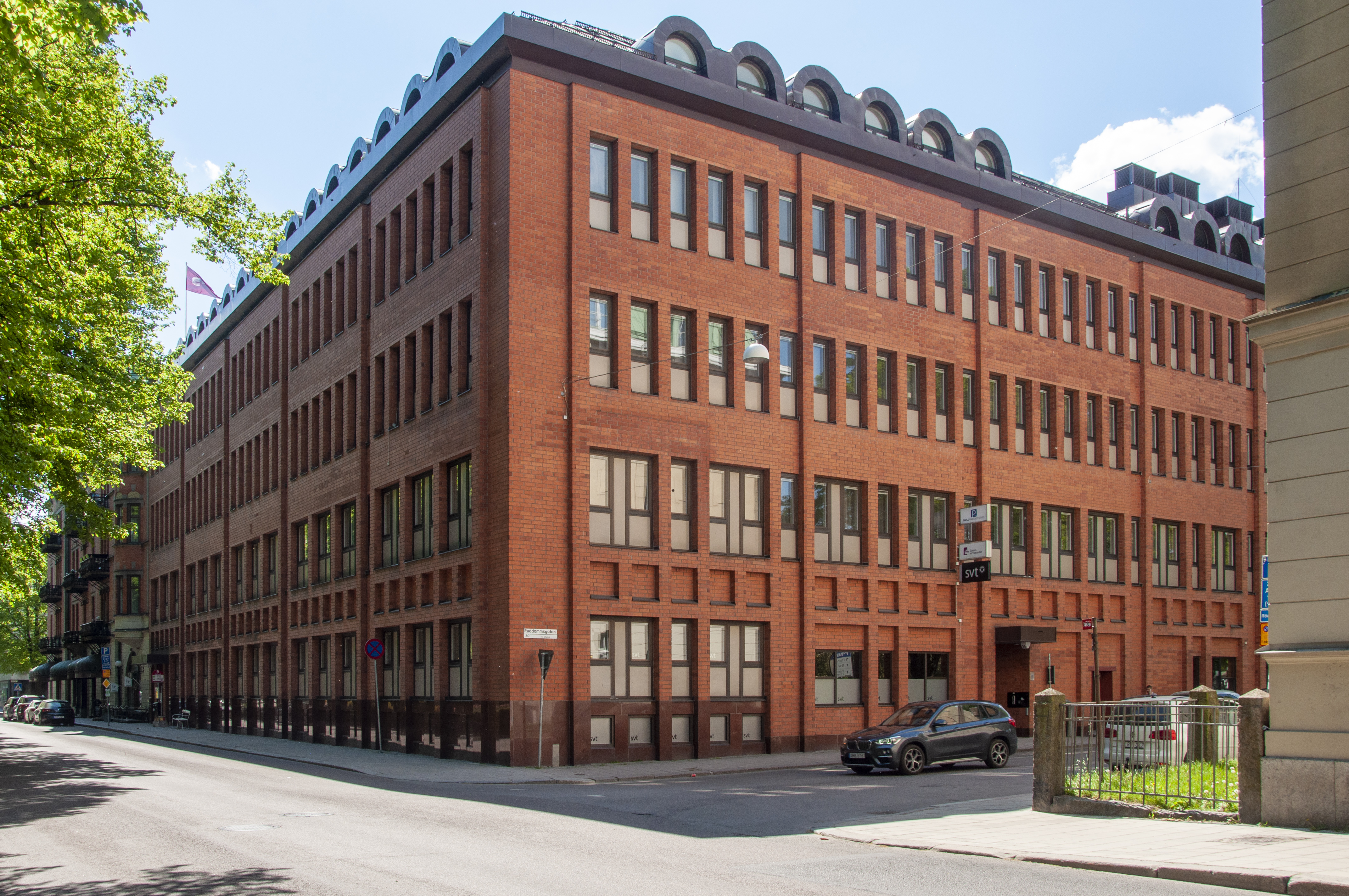
Bankhuset i kv. Gevalia

Gävleborgs sparbank var 1961-1986 en svensk sparbank med huvudkontor i Gävle. Den bildades 1961 genom sammanslagning av Gefle stads sparbank (grundad 1824) och Gävleborgs läns sparbank (grundad 1881). 1966 uppgick även Bollnäs sparbank och Ockelbo sparbank.
Huvudkontoret låg på Nygatan 26 och var 1969 ett av sammanlagt fem kontor i Gävle.
1986 uppgick banken i Nya Sparbanken och verksamheten har därefter drivits vidare som en del av Sparbanken Sverige, Föreningssparbanken och Swedbank.

## Källhänvisningar
1. ↑  Svenska aktiebolag 1966-1967, s. 267, P.A. Norstedt & Söners förlag
2. ↑  Sparbanken Arkiverad 7 maj 2016 hämtat från the Wayback Machine., Gefle Dagblad